# Tour de Ski 2011-2012
Navigation
2010-2011 2012-2013
La 6e édition du Tour de Ski s'est déroulé du 29 décembre 2011 au 9 janvier 2012. Cette compétition est intégrée à la Coupe du monde de ski de fond 2011-2012 et est organisée par la Fédération internationale de ski. Les neuf étapes de ce Tour constituent un parcours entamé à Oberhof (Allemagne) avant de faire étape à Oberstdorf, à Toblach, Cortina d'Ampezzo et Val di Fiemme (Italie).
Les favoris sont chez les hommes : Petter Northug, Dario Cologna, Marcus Hellner, Lukáš Bauer et Maurice Manificat et chez les femmes Justyna Kowalczyk (double championne en titre), Therese Johaug et Marit Bjørgen.
Dario Cologna a remporté pour la troisième fois de sa carrière après 2009 et 2011 ainsi qu'une victoire d'étapes lors de cette édition. Justyna Kowalczyk a remporté quant à elle son troisième titre individuel dans l'épreuve où elle a remporté quatre des neuf étapes.

## Calendrier
| Étape | Lieu                        | Date             | Épreuves                                                      | Distance | Distance | Heures de départ    | Heures de départ    |
| Étape | Lieu                        | Date             | Épreuves                                                      | Femmes   | Hommes   | Femmes              | Hommes              |
| ----- | --------------------------- | ---------------- | ------------------------------------------------------------- | -------- | -------- | ------------------- | ------------------- |
| 1     | Oberhof                     | 29 décembre 2011 | Prologue Style libre, départ individuel                       | 3,1 km   | 4,0 km   | 14 h 15             | 15 h 15             |
| 2     | Oberhof                     | 30 décembre 2011 | Poursuite style classique avec un départ avec handicap        | 10 km    | 15 km    | 14 h 15             | 15 h 15             |
| 3     | Oberstdorf                  | 31 décembre 2011 | Sprint Classique technique, qualifications et finales         | 1,2 km   | 1,2 km   | 13 h 30 Q 14 h 30 F | 13 h 30 Q 14 h 30 F |
| 4     | Oberstdorf                  | 1er janvier 2012 | Skiathlon (style classique puis style libre), Départ en ligne | 5+5 km   | 10+10 km | 13 h 00             | 15 h 45             |
| 5     | Toblach                     | 3 janvier 2012   | Style classique, départ individuel                            | 3 km     | 5 km     | 15 h 45             | 12 h 45             |
| 6     | Toblach                     | 4 janvier 2012   | Sprint style libre, qualifications et finales                 | 1,3 km   | 1,3 km   | 10 h 45 Q 12 h 15 F | 10 h 45 Q 12 h 15 F |
| 7     | Cortina d'Ampezzo - Toblach | 5 janvier 2012   | Style libre, départ avec handicap                             | 15 km    | 32 km    | 15 h 30             | 13 h 00             |
| 8     | Val di Fiemme               | 7 janvier 2012   | Style Classique, départ en ligne                              | 10 km    | 20 km    | 15 h 45             | 12 h 30             |
| 9     | Val di Fiemme               | 8 janvier 2012   | Ascension finale style libre, départ avec handicap            | 9 km     | 9 km     | 12 h 30             | 14 h 30             |

## Informations

### Points
Le vainqueur du classement général marque 400 points et les vainqueurs d'étapes marquent 50 points soit la moitié des points normalement attribués pour une victoire dans une étape de la Coupe du monde.
| Place  | 1   | 2   | 3   | 4   | 5   | 6   | 7   | 8   | 9   | 10  | 11 | 12 | 13 | 14 | 15 | 16 | 17 | 18 | 19 | 20 | 21 | 22 | 23 | 24 | 25 | 26 | 27 | 28 | 29 | 30 |
| ------ | --- | --- | --- | --- | --- | --- | --- | --- | --- | --- | -- | -- | -- | -- | -- | -- | -- | -- | -- | -- | -- | -- | -- | -- | -- | -- | -- | -- | -- | -- |
| Points | 400 | 320 | 240 | 200 | 180 | 160 | 144 | 128 | 116 | 104 | 96 | 88 | 80 | 72 | 64 | 60 | 56 | 52 | 48 | 44 | 40 | 36 | 32 | 28 | 24 | 20 | 16 | 12 | 8  | 4  |

| Place  | 1  | 2  | 3  | 4  | 5  | 6  | 7  | 8  | 9  | 10 | 11 | 12 | 13 | 14 | 15 | 16 | 17 | 18 | 19 | 20 | 21 | 22 | 23 | 24 | 25 | 26 | 27 | 28 | 29 | 30 |
| ------ | -- | -- | -- | -- | -- | -- | -- | -- | -- | -- | -- | -- | -- | -- | -- | -- | -- | -- | -- | -- | -- | -- | -- | -- | -- | -- | -- | -- | -- | -- |
| Points | 50 | 46 | 43 | 40 | 37 | 34 | 32 | 30 | 28 | 26 | 24 | 22 | 20 | 18 | 16 | 15 | 14 | 13 | 12 | 11 | 10 | 9  | 8  | 7  | 6  | 5  | 4  | 3  | 2  | 1  |

Il y a donc un maximum de 850 points qui peuvent être marqués si un concurrent gagne toutes les étapes et le classement général. Le maximum de points qui peut être marqués durant la Coupe du monde est de 3650 points (femmes) et 3770 points (hommes).

### Dotations
La dotation totale est de 720 000 CHF pour les onze jours et pour les deux sexes.

### Autres
Les femmes peuvent gagner 270 secondes de bonifications durant les étapes (4 min 30 secondes) alors que les hommes peuvent en gagner 360 (6 min).
60,3 km est la distance minimale qui va être courue par les femmes durant la compétition (plus de kilomètres en cas de phases finales lors des sprints), alors que les hommes parcourront au moins 110,15 km.
Les athlètes vont apportés en moyenne 15 paires de skis pour le style libre et 20 paires de skis pour le style classique.
Le classement des sprints correspond à la somme des bonifications obtenus par l'athlète.

## Classements finals

### Classement général
| Rang | Nom               | Temps             |
| ---- | ----------------- | ----------------- |
| 1    | Dario Cologna     | 4 h 33 min 17 s 2 |
| 2    | Marcus Hellner    | +1 min 02 s 3     |
| 3    | Petter Northug    | +1 min 44 s 6     |
| 4    | Devon Kershaw     | +2 min 09 s 4     |
| 5    | Aleksandr Legkov  | +2 min 59 s 1     |
| 6    | Lukáš Bauer       | +3 min 22 s 3     |
| 7    | Maurice Manificat | +3 min 43 s 7     |
| 8    | Maxim Vylegzhanin | +4 min 12 s 4     |
| 9    | Martin Jaks       | +4 min 20 s 2     |
| 10   | Ilia Chernousov   | +4 min 29 s 1     |

| Rang | Nom                  | Temps             |
| ---- | -------------------- | ----------------- |
| 1    | Justyna Kowalczyk    | 2 h 52 min 45 s 0 |
| 2    | Marit Bjørgen        | +28 s 2           |
| 3    | Therese Johaug       | +3 min 57 s 8     |
| 4    | Krista Lähteenmäki   | +6 min 48 s 6     |
| 5    | Marthe Kristoffersen | +6 min 55 s 1     |
| 6    | Katrin Zeller        | +7 min 09 s 7     |
| 7    | Charlotte Kalla      | +8 min 01 s 2     |
| 8    | Astrid Jacobsen      | +8 min 32 s 7     |
| 9    | Aino-Kaisa Saarinen  | +8 min 34 s 2     |
| 10   | Kikkan Randall       | +8 min 55 s 8     |

### Classement des sprints
| Rang | Nom              | Points |
| ---- | ---------------- | ------ |
| 1    | Dario Cologna    | 236    |
| 2    | Petter Northug   | 233    |
| 3    | Marcus Hellner   | 112    |
| 4    | Alexander Legkov | 104    |
| 5    | Alex Harvey      | 97     |

| Rang | Nom                      | Points |
| ---- | ------------------------ | ------ |
| 1    | Justyna Kowalczyk        | 244    |
| 2    | Marit Bjørgen            | 226    |
| 3    | Charlotte Kalla          | 100    |
| 4    | Kikkan Randall           | 100    |
| 5    | Ingvild Flugstad Østberg | 80     |

## Évolution du classement

### Hommes
| Étape                                            | Lieu                                             | Épreuve                                          | Date                                             | Vainqueur                                        | Deuxième                                         | Troisième                                        | Leader du classement général                     | Leader du classement des sprints                 |
| Tour de Ski (29 décembre 2011 au 8 janvier 2012) | Tour de Ski (29 décembre 2011 au 8 janvier 2012) | Tour de Ski (29 décembre 2011 au 8 janvier 2012) | Tour de Ski (29 décembre 2011 au 8 janvier 2012) | Tour de Ski (29 décembre 2011 au 8 janvier 2012) | Tour de Ski (29 décembre 2011 au 8 janvier 2012) | Tour de Ski (29 décembre 2011 au 8 janvier 2012) | Tour de Ski (29 décembre 2011 au 8 janvier 2012) | Tour de Ski (29 décembre 2011 au 8 janvier 2012) |
| ------------------------------------------------ | ------------------------------------------------ | ------------------------------------------------ | ------------------------------------------------ | ------------------------------------------------ | ------------------------------------------------ | ------------------------------------------------ | ------------------------------------------------ | ------------------------------------------------ |
| 1                                                | Oberhof                                          | 3,75 km libre (prologue)                         | 29 décembre 2011                                 | Petter Northug                                   | Dario Cologna                                    | Maurice Manificat                                | Petter Northug                                   | Petter Northug                                   |
| 2                                                | Oberhof                                          | 15 km classique avec handicap                    | 30 décembre 2011                                 | Axel Teichmann                                   | Petter Northug                                   | Dario Cologna                                    | Axel Teichmann                                   | Petter Northug                                   |
| 3                                                | Oberstdorf                                       | Sprint style classique                           | 31 décembre 2011                                 | Nikita Krioukov                                  | Alexei Petukhov                                  | Nikolaï Morilov                                  | Petter Northug                                   | Petter Northug                                   |
| 4                                                | Oberstdorf                                       | 20 km skiathlon                                  | 1er janvier 2012                                 | Petter Northug                                   | Dario Cologna                                    | Maxim Vylegzhanin                                | Petter Northug                                   | Petter Northug                                   |
| 5                                                | Toblach                                          | 5 km classique                                   | 3 janvier 2012                                   | Alexander Legkov                                 | Eldar Roenning                                   | Dario Cologna                                    | Dario Cologna                                    | Dario Cologna                                    |
| 6                                                | Toblach                                          | Sprint style libre                               | 4 janvier 2012                                   | Nikolaï Morilov                                  | Petter Northug                                   | Dario Cologna                                    | Dario Cologna                                    | Petter Northug                                   |
| 7                                                | Cortina vers Toblach                             | 32 km libre avec handicap                        | 5 janvier 2012                                   | Dario Cologna                                    | Petter Northug                                   | Alexander Legkov                                 | Dario Cologna                                    | Dario Cologna                                    |
| 8                                                | Val di Fiemme                                    | 20 km classique départ en ligne                  | 7 janvier 2012                                   | Eldar Roenning                                   | Alex Harvey                                      | Dario Cologna                                    | Dario Cologna                                    | Dario Cologna                                    |
| 9                                                | Val di Fiemme                                    | 9 km libre avec handicap                         | 8 janvier 2012                                   | Alexander Legkov                                 | Maurice Manificat                                | Marcus Hellner                                   | Dario Cologna                                    | Dario Cologna                                    |

### Femmes
| Étape                                            | Lieu                                             | Épreuve                                          | Date                                             | Vainqueur                                        | Deuxième                                         | Troisième                                        | Leader du classement général                     | Leader du classement des sprints                 |
| Tour de Ski (29 décembre 2011 au 8 janvier 2012) | Tour de Ski (29 décembre 2011 au 8 janvier 2012) | Tour de Ski (29 décembre 2011 au 8 janvier 2012) | Tour de Ski (29 décembre 2011 au 8 janvier 2012) | Tour de Ski (29 décembre 2011 au 8 janvier 2012) | Tour de Ski (29 décembre 2011 au 8 janvier 2012) | Tour de Ski (29 décembre 2011 au 8 janvier 2012) | Tour de Ski (29 décembre 2011 au 8 janvier 2012) | Tour de Ski (29 décembre 2011 au 8 janvier 2012) |
| ------------------------------------------------ | ------------------------------------------------ | ------------------------------------------------ | ------------------------------------------------ | ------------------------------------------------ | ------------------------------------------------ | ------------------------------------------------ | ------------------------------------------------ | ------------------------------------------------ |
| 1                                                | Oberhof                                          | 2,5 km libre (prologue)                          | 29 décembre 2011                                 | Justyna Kowalczyk                                | Marit Bjørgen                                    | Hanna Brodin                                     | Justyna Kowalczyk                                | Justyna Kowalczyk                                |
| 2                                                | Oberhof                                          | 10 km classique avec handicap                    | 30 décembre 2011                                 | Justyna Kowalczyk                                | Therese Johaug                                   | Marit Bjørgen                                    | Justyna Kowalczyk                                | Justyna Kowalczyk                                |
| 3                                                | Oberstdorf                                       | Sprint style classique                           | 31 décembre 2011                                 | Justyna Kowalczyk                                | Marit Bjørgen                                    | Astrid Jacobsen                                  | Justyna Kowalczyk                                | Justyna Kowalczyk                                |
| 4                                                | Oberstdorf                                       | 10 km skiathlon                                  | 1er janvier 2012                                 | Marit Bjørgen                                    | Justyna Kowalczyk                                | Therese Johaug                                   | Justyna Kowalczyk                                | Justyna Kowalczyk                                |
| 5                                                | Toblach                                          | 3 km classique                                   | 3 janvier 2012                                   | Marit Bjørgen                                    | Justyna Kowalczyk                                | Astrid Jacobsen                                  | Justyna Kowalczyk                                | Justyna Kowalczyk                                |
| 6                                                | Toblach                                          | Sprint style libre                               | 4 janvier 2012                                   | Marit Bjørgen                                    | Kikkan Randall                                   | Justyna Kowalczyk                                | Justyna Kowalczyk                                | Justyna Kowalczyk                                |
| 7                                                | Toblach                                          | 15 km libre avec handicap                        | 5 janvier 2012                                   | Marit Bjørgen                                    | Justyna Kowalczyk                                | Therese Johaug                                   | Marit Bjørgen                                    | Justyna Kowalczyk                                |
| 8                                                | Val di Fiemme                                    | 10 km classique départ en ligne                  | 7 janvier 2012                                   | Justyna Kowalczyk                                | Marit Bjørgen                                    | Charlotte Kalla                                  | Justyna Kowalczyk                                | Justyna Kowalczyk                                |
| 9                                                | Val di Fiemme                                    | 9 km libre avec handicap                         | 8 janvier 2012                                   | Therese Johaug                                   | Justyna Kowalczyk                                | Marit Bjørgen                                    | Justyna Kowalczyk                                | Justyna Kowalczyk                                |

## Détail des étapes

### Étape 1
29 décembre 2011, Oberhof - prologue style libre
4 km pour les hommes, 3,1 km pour les femmes

#### Hommes
| Pos | Nom               | Temps        |
| --- | ----------------- | ------------ |
| 1   | Petter Northug    | 7 min 58 s 3 |
| 2   | Dario Cologna     | + 0 s 7      |
| 3   | Maurice Manificat | + 4 s 0      |
| 4   | Marcus Hellner    | + 5 s 6      |
| 5   | Ilia Chernousov   | + 6 s 8      |

| Pos | Nom               | Temps        |
| --- | ----------------- | ------------ |
| 1   | Petter Northug    | 7 min 43 s 3 |
| 2   | Dario Cologna     | + 5 s 7      |
| 3   | Maurice Manificat | + 14 s 0     |
| 4   | Marcus Hellner    | + 20 s 6     |
| 5   | Ilia Chernousov   | + 21 s 8     |

| Pos | Nom               | Points |
| --- | ----------------- | ------ |
| 1   | Petter Northug    | 15     |
| 2   | Dario Cologna     | 10     |
| 3   | Maurice Manificat | 5      |

Northug a réalisé un final exceptionnel pour s'imposer. Il avait en effet 2 s 5econdes de retard après 1,7 km mais il a réussi à s'imposer devant Dario Cologna et Maurice Magnificat soit l'ordre du classement de la Coupe du monde,.

#### Femmes
| Pos | Nom                   | Temps        |
| --- | --------------------- | ------------ |
| 1   | Justyna Kowalczyk     | 7 min 03 s 7 |
| 2   | Marit Bjørgen         | + 0 s 4      |
| 3   | Hanna Brodin          | + 4 s 0      |
| 4   | Riikka Sarasoja-Lilja | + 4 s 1      |
| 5   | Marthe Kristoffersen  | + 4 s 2      |

| Pos | Nom                   | Temps        |
| --- | --------------------- | ------------ |
| 1   | Justyna Kowalczyk     | 6 min 48 s 7 |
| 2   | Marit Bjørgen         | + 5 s 4      |
| 3   | Hanna Brodin          | + 14 s 0     |
| 4   | Riikka Sarasoja-Lilja | + 19 s 1     |
| 5   | Marthe Kristoffersen  | + 19 s 2     |

| Pos | Nom               | Points |
| --- | ----------------- | ------ |
| 1   | Justyna Kowalczyk | 15     |
| 2   | Marit Bjørgen     | 10     |
| 3   | Hanna Brodin      | 5      |

Justyna Kowalczyk a obtenu sa deuxième victoire de la saison en remportant ce prologue pour 4 dixièmes devant Marit Bjørgen. Marit Bjørgen qui vise son premier succès dans la compétition a certainement perdu cette première étape dans la dernière descente du parcours.

### Étape 2
30 décembre 2011, Oberhof - poursuite (départ avec handicap)
15 km pour les hommes, 10 km pour les femmes

#### Hommes
| Pos | Nom              | Temps         |
| --- | ---------------- | ------------- |
| 1   | Axel Teichmann   | 38 min 20 s 0 |
| 2   | Petter Northug   | + 2 s 3       |
| 3   | Dario Cologna    | + 2 s 9       |
| 4   | Aleksandr Legkov | + 4 s 3       |
| 5   | Eldar Rønning    | + 5 s 3       |

| Pos | Nom              | Temps         |
| --- | ---------------- | ------------- |
| 1   | Axel Teichmann   | 45 min 48 s 3 |
| 2   | Petter Northug   | + 7 s 3       |
| 3   | Dario Cologna    | + 12 s 9      |
| 4   | Aleksandr Legkov | + 19 s 2      |
| 5   | Eldar Rønning    | + 20 s 3      |

| Pos | Nom               | Points |
| --- | ----------------- | ------ |
| 1   | Petter Northug    | 25     |
| 2   | Axel Teichmann    | 15     |
| 3   | Dario Cologna     | 15     |
| 4   | Maurice Manificat | 5      |

Nous assistons à un regroupement général vers le 5e km avec un peloton d'une quarantaine d'unités emmenées par les Allemands et les Russes. Dans l'avant dernier tour, Lukas Bauer a accéléré et fait exploser le peloton. Dans la dernière descente, Dario Cologna qui était en deuxième position derrière Teichmann chuta dans un virage et il ralentit Petter Northug ainsi que le reste du peloton ce qui permet à Teichmann de gagner l’étape et de prendre la tête au général,,.

#### Femmes
| Pos | Nom                 | Temps         |
| --- | ------------------- | ------------- |
| 1   | Justyna Kowalczyk   | 25 min 15 s 7 |
| 2   | Therese Johaug      | + 0 s 2       |
| 3   | Marit Bjørgen       | + 7 s 1       |
| 4   | Aino-Kaisa Saarinen | + 16 s 3      |
| 5   | Krista Lähteenmäki  | + 53 s 4      |

| Pos | Nom                 | Temps          |
| --- | ------------------- | -------------- |
| 1   | Justyna Kowalczyk   | 31 min 49 s 4  |
| 2   | Therese Johaug      | + 5 s 2        |
| 3   | Marit Bjørgen       | + 17 s 1       |
| 4   | Aino-Kaisa Saarinen | + 31 s 3       |
| 5   | Krista Lähteenmäki  | + 1 min 08 s 4 |

| Pos | Nom               | Points |
| --- | ----------------- | ------ |
| 1   | Justyna Kowalczyk | 30     |
| 2   | Marit Bjørgen     | 15     |
| 3   | Therese Johaug    | 10     |
| 4   | Hanna Brodin      | 5      |

Dès le début de la course, Marit Björgen a comblé les quatre secondes de retard qu'elle avait sur Justyna Kowalczyck en tête de la course. Les deux favorites ont été rejointes par quatre autres skieuses, sous l'impulsion de la Finlandaise Saarinen. Creusant l'écart, Kowalczyck, Saarinen, Björgen, et sa compatriote Johaug ont ensuite couvert la quasi-totalité des deux derniers tours en tête.Justyna Kowalczyk a réglé le sprint devant Therese Johaug et Marit Bjørgen.

### Étape 3
31 décembre 2011, Oberstdorf, Allemagne - sprint classique 1,2 km

#### Hommes
| Pos | Nom             | Temps |
| --- | --------------- | ----- |
| 1   | Nikita Kriukov  | 60 s  |
| 2   | Alexey Petukhov | 56 s  |
| 3   | Nikolaï Morilov | 52 s  |
| 4   | Dmitri Iaparov  | 48 s  |
| 5   | Dario Cologna   | 44 s  |

| Pos | Nom               | Temps         |
| --- | ----------------- | ------------- |
| 1   | Petter Northug    | 47 min 42 s 0 |
| 2   | Dario Cologna     | + 4 s 8       |
| 3   | Dmitri Iaparov    | + 14 s 1      |
| 4   | Devon Kershaw     | + 36 s 7      |
| 5   | Maurice Manificat | + 38 s 2      |

| Pos | Nom             | Points |
| --- | --------------- | ------ |
| 1   | Petter Northug  | 67     |
| 2   | Nikita Kriukov  | 60     |
| 3   | Dario Cologna   | 59     |
| 4   | Alexey Petukhov | 56     |
| 5   | Nikolaï Morilov | 52     |

Nous assistons à un quadruplé russe dans cette épreuve,.Ils ont profité de la chute de Northug dans la dernière montée qui ralentit Cologna. Northug reprend la tête à la suite de l’élimination de Teichmann lors des qualifications. À noter l’élimination de Maurice Magnificat en demi-finales ce qui lui permet d’être 5e au général à 38 s 2.

#### Femmes
| Pos | Nom                        | Temps |
| --- | -------------------------- | ----- |
| 1   | Justyna Kowalczyk          | 60 s  |
| 2   | Marit Bjørgen              | 56 s  |
| 3   | Astrid Uhrenholdt Jacobsen | 52 s  |
| 4   | Natalia Matveeva           | 48 s  |
| 5   | Ida Ingemarsdotter         | 44 s  |

| Pos | Nom                 | Temps          |
| --- | ------------------- | -------------- |
| 1   | Justyna Kowalczyk   | 33 min 39 s 2  |
| 2   | Marit Bjørgen       | + 22 s 2       |
| 3   | Therese Johaug      | + 1 min 01 s 4 |
| 4   | Aino-Kaisa Saarinen | + 1 min 26 s 0 |
| 5   | Kikkan Randall      | + 1 min 40 s 8 |

| Pos | Nom                        | Points |
| --- | -------------------------- | ------ |
| 1   | Justyna Kowalczyk          | 90     |
| 2   | Marit Bjørgen              | 71     |
| 3   | Astrid Uhrenholdt Jacobsen | 52     |
| 4   | Natalia Matveeva           | 48     |
| 5   | Ida Ingemarsdotter         | 44     |

Troisième course du Tour de Ski et troisième victoire pour Kowalczyk. Elle a remporté les séries, son quart, sa demi–finale et la finale lors de ces sprints. Au général, elle compte 22 secondes d’avance sur Marit Bjørgen qui semble être la seule à pouvoir empêcher Justyna Kowalczyk de gagner pour la troisième consécutive le Tour de Ski. En effet, Troisième Johaug est déjà à plus d’une minute. De plus, Aurore Jean a réussi à accéder pour la première fois à la finale (profitant en demi-finale de la chute de Randall dans le dernier virage) où il s'y est classé sixième.

### Étape 4
1er janvier 2012, Oberstdorf - skiathlon (style classique puis style libre), Départ en ligne
5+5 km pour les femmes, 10+10 km pour les hommes

#### Hommes
| Pos | Nom                     | Temps         |
| --- | ----------------------- | ------------- |
| 1   | Petter Northug          | 50 min 27 s 3 |
| 2   | Dario Cologna           | + 0 s 3       |
| 3   | Maxim Vylegzhanin       | + 0 s 6       |
| 4   | Marcus Hellner          | + 1 s 5       |
| 5   | Kristian Tettli Rennemo | + 1 s 7       |

| Pos | Nom               | Temps             |
| --- | ----------------- | ----------------- |
| 1   | Petter Northug    | 1 h 37 min 24 s 3 |
| 2   | Dario Cologna     | + 1 s 1           |
| 3   | Aleksandr Legkov  | + 52 s 3          |
| 4   | Maxim Vylegzhanin | + 59 s 8          |
| 5   | Devon Kershaw     | + 1 min 03 s 3    |

| Pos | Nom               | Points |
| --- | ----------------- | ------ |
| 1   | Petter Northug    | 112    |
| 2   | Dario Cologna     | 108    |
| 3   | Marcus Hellner    | 73     |
| 4   | Maxim Vylegzhanin | 65     |
| 5   | Nikita Krioukov   | 60     |

Après le prologue, Petter Northug s'est offert sa deuxième victoire du Tour de ski dimanche lors de la poursuite 20 km à Oberstdorf.Il a en effet réglé au sprint Dario Cologna et Maxim Vylegzhanin, Le Norvégien reste leader du classement général, mais avec seulement 1 s 1econdes de marge sur Dario Cologna. Deuxième de la course, le Suisse a néanmoins grappillé 45 secondes de bonifications au fil des sprints intermédiaires alors que Petter Northug n'en a obtenu que 45. Onzième du jour, juste derrière son compatriote Christophe Perrillat, le Français Maurice Manificat lâche un peu de terrain et glisse en 7e position au général.

#### Femmes
| Pos | Nom                    | Temps         |
| --- | ---------------------- | ------------- |
| 1   | Justyna Kowalczyk      | 27 min 16 s 0 |
| 2   | Marit Bjørgen          | + 1 s 6       |
| 3   | Therese Johaug         | + 1 s 8       |
| 4   | Kristin Størmer Steira | + 35 s 3      |
| 5   | Riikka Sarasoja-Lilja  | + 45 s 3      |

| Pos | Nom                 | Temps             |
| --- | ------------------- | ----------------- |
| 1   | Justyna Kowalczyk   | 1 h 00 min 19 s 8 |
| 2   | Marit Bjørgen       | + 26 s 6          |
| 3   | Therese Johaug      | + 1 min 06 s 6    |
| 4   | Kikkan Randall      | + 3 min 02 s 1    |
| 5   | Aino-Kaisa Saarinen | + 3 min 04 s 9    |

| Pos | Nom                        | Points |
| --- | -------------------------- | ------ |
| 1   | Justyna Kowalczyk          | 127    |
| 2   | Marit Bjørgen              | 102    |
| 3   | Therese Johaug             | 55     |
| 4   | Astrid Uhrenholdt Jacobsen | 52     |
| 5   | Charlotte Kalla            | 48     |

Pour la première fois depuis le départ du Tour de ski, Justyna Kowalczyk n'a pas gagné dimanche lors du 10 km skiathlon (5 km classique + 5 km libre). La Polonaise s'est contentée de la deuxième place, devancée au sprint par la Norvégienne Marit Bjoergen, 2e du général,,. Une deuxième Norvégienne a fini dans son sillage : Therese Johaug. Kowalczyk a néanmoins assuré l'essentiel lors des sprints intermédiaires : grâce aux bonifications, elle a même accru son avance et compte 26 s 6econdes de marge sur Bjoergen et 1 minutes 6 s 6econdes sur Johaug,.

### Étape 5
3 janvier 2012, Toblach, Italie - Style classique, départ individuel
3 km pour les femmes, 5 km pour les hommes

#### Hommes
| Pos | Nom              | Temps         |
| --- | ---------------- | ------------- |
| 1   | Aleksandr Legkov | 13 min 49 s 5 |
| 2   | Eldar Rønning    | + 1 s 7       |
| 3   | Dario Cologna    | + 2 s 0       |
| 4   | Lukáš Bauer      | + 3 s 5       |
| 5   | Ilia Chernousov  | + 4 s 0       |

| Pos | Nom                | Temps             |
| --- | ------------------ | ----------------- |
| 1   | Dario Cologna      | 1 h 51 min 11 s 9 |
| 2   | Petter Northug     | + 15 s 7          |
| 3   | Aleksandr Legkov   | + 39 s 2          |
| 4   | Maksim Vylegjanine | + 1 min 14 s 9    |
| 5   | Devon Kershaw      | + 1 min 29 s 8    |

| Pos | Nom                | Points |
| --- | ------------------ | ------ |
| 1   | Dario Cologna      | 113    |
| 2   | Petter Northug     | 112    |
| 3   | Aleksandr Legkov   | 74     |
| 4   | Marcus Hellner     | 73     |
| 5   | Maksim Vylegjanine | 65     |

La cinquième étape du Tour de ski, un 5 km classique disputé à Toblach en Italie, a été remportée mardi par le Russe Alexandr Legkov, qui a signé un chrono de 13 min 49 s 5. Le Russe a devancé le Norvégien Eldar Roenning et le Suisse Dario Cologna (qui empoche 5 secondes de bonifications grâce à cette place). Axel Teichmann qui s'était élancé en deuxième position a mené la course pendant 52 dossards avant d'être devancé Eldar Roenning puis Alexandr Legkov. De plus, on trouve trois autres athlètes russes dans les huit premiers (Ilia Chernousov 5e, Dmitry Japarov 7e et Nikita Kriukov 8e). Le Norvégien Petter Northug a pris a 12e place, à 13 s 8 du vainqueur, et laisse donc la place de leader à Cologna. Le meilleur Français est Maurice Manificat, 13e à 13 s 9,. Après cinq des neuf étapes, le Suisse Dario Cologna occupe la position de tête (1 h 51 min 11 s 9) au classement général. Il détient une avance de près de 16 secondes sur son principal rival, le Norvégien Petter Northug. Legkov est troisième, à 40 secondes de Cologna.

#### Femmes
| Pos | Nom                        | Temps         |
| --- | -------------------------- | ------------- |
| 1   | Marit Bjørgen              | 10 min 49 s 2 |
| 2   | Justyna Kowalczyk          | + 3 s 9       |
| 3   | Astrid Uhrenholdt Jacobsen | + 15 s 1      |
| 4   | Nicole Fessel              | + 17 s 0      |
| 5   | Stefanie Böhler            | + 17 s 2      |

| Pos | Nom                 | Temps             |
| --- | ------------------- | ----------------- |
| 1   | Justyna Kowalczyk   | 1 h 11 min 02 s 9 |
| 2   | Marit Bjørgen       | + 17 s 7          |
| 3   | Therese Johaug      | + 1 min 33 s 9    |
| 4   | Krista Lähteenmäki  | + 3 min 43 s 5    |
| 5   | Aino-Kaisa Saarinen | + 3 min 44 s 1    |

| Pos | Nom                        | Points |
| --- | -------------------------- | ------ |
| 1   | Justyna Kowalczyk          | 137    |
| 2   | Marit Bjørgen              | 117    |
| 3   | Astrid Uhrenholdt Jacobsen | 57     |
| 4   | Therese Johaug             | 55     |
| 5   | Charlotte Kalla            | 48     |

Marit Björgen s'est imposée mardi lors de la cinquième étape du Tour de ski, un 3 km classique disputé à Toblach en Italie. La Norvégienne a réalisé le chrono de 10 min 49 s 2, avec 3 s 9 d'avance sur la leader polonaise Justyna Kowalczyk, dont elle se rapproche donc légèrement au classement général. La troisième place est pour la Norvégienne Astrid Uhrenholdt Jacobsen. La première Française, Laure Barthélémy, a pris la 34e place, à 49 s 7.

### Étage 6
4 janvier 2012, Toblach, Italie - Sprint style libre, 1,3 km pour les hommes et les femmes

#### Hommes
| Pos | Nom             | Temps |
| --- | --------------- | ----- |
| 1   | Nikolaï Morilov | 60 s  |
| 2   | Petter Northug  | 56 s  |
| 3   | Dario Cologna   | 52 s  |
| 4   | David Hofer     | 48 s  |
| 5   | Alexey Petukhov | 44 s  |

| Pos | Nom               | Temps             |
| --- | ----------------- | ----------------- |
| 1   | Dario Cologna     | 1 h 53 min 15 s 4 |
| 2   | Petter Northug    | + 13 s 5          |
| 3   | Aleksandr Legkov  | + 1 min 28 s 2    |
| 4   | Devon Kershaw     | + 2 min 06 s 6    |
| 5   | Maxim Vylegzhanin | + 2 min 15 s 8    |

| Pos | Nom             | Points |
| --- | --------------- | ------ |
| 1   | Petter Northug  | 168    |
| 2   | Dario Cologna   | 165    |
| 3   | Nikolaï Morilov | 112    |
| 4   | Alexey Petukhov | 110    |
| 5   | Marcus Hellner  | 83     |

Nikolay Morilov a dominé mercredi le sprint libre de Toblach, en Italie. Dans une finale extrêmement serrée, le Russe s'est imposé en finale avec seulement 1 dixième d'avance sur Petter Northug et 3 dixièmes sur Dario Cologna. Au classement général, le Suisse reste leader et conserve 13 s 5 d'avance sur le Norvégien. Alexander Legkov, 3e au général, a été éliminé en demi-finales. Aucun Français n'a pas pris part à l'épreuve finale, faute d'avoir pu passer le cap des qualifications dans la matinée (le meilleur français est Maurice Magnificat, 31e à un centième de la 30e place et les 30 premiers participent aux finales).

#### Femmes
| Pos | Nom               | Temps |
| --- | ----------------- | ----- |
| 1   | Marit Bjørgen     | 60 s  |
| 2   | Kikkan Randall    | 56 s  |
| 3   | Justyna Kowalczyk | 52 s  |
| 4   | Denise Herrmann   | 48 s  |
| 5   | Vesna Fabjan      | 44 s  |

| Pos | Nom               | Temps             |
| --- | ----------------- | ----------------- |
| 1   | Justyna Kowalczyk | 1 h 13 min 38 s 1 |
| 2   | Marit Bjørgen     | + 4 s 8           |
| 3   | Therese Johaug    | + 2 min 26 s 9    |
| 4   | Kikkan Randall    | + 3 min 44 s 2    |
| 5   | Charlotte Kalla   | + 4 min 12 s 1    |

| Pos | Nom                      | Points |
| --- | ------------------------ | ------ |
| 1   | Justyna Kowalczyk        | 189    |
| 2   | Marit Bjørgen            | 177    |
| 3   | Kikkan Randall           | 92     |
| 4   | Ingvild Flugstad Østberg | 80     |
| 5   | Charlotte Kalla          | 80     |

Marit Björgen remporte à l'occasion d'un sprint en style libre de 1,3 km sa troisième victoire d'étape consécutive. Elle en profite pour se rapprocher de sa rivale Justyna Kowalczyk. Elle s'est imposée en finale en 3 min 17 s 5, avec 5 dixièmes d'avance sur l'Américaine Kikkan Randall et 2 s 2 sur la Polonaise, qui reste néanmoins leader au classement général avec 4 s 8 d'avance. La seule Française qualifiée, Aurore Jean, a été éliminée en demi-finale,,.

### Étape 7
5 janvier 2012 - Les épreuves se déroulent autour de Toblach. Les parcours des épreuves masculine et féminine sont différents.

#### Hommes
Cortina d'Ampezzo - Toblach - style libre, départ avec handicap 35 km.
Cependant, l'étape a été réduite de 3 km (il reste donc 32 km) pour les hommes dues au manque de neige.
| Pos | Nom              | Temps             |
| --- | ---------------- | ----------------- |
| 1   | Dario Cologna    | 1 h 09 min 25 s 2 |
| 2   | Petter Northug   | + 1 min 15 s 8    |
| 3   | Aleksandr Legkov | + 1 min 16 s 4    |
| 4   | Devon Kershaw    | + 1 min 16 s 8    |
| 5   | Marcus Hellner   | + 1 min 17 s 2    |

| Pos | Nom              | Temps             |
| --- | ---------------- | ----------------- |
| 1   | Dario Cologna    | 3 h 02 min 25 s 6 |
| 2   | Petter Northug   | + 1 min 20 s 8    |
| 3   | Aleksandr Legkov | + 1 min 26 s 4    |
| 4   | Devon Kershaw    | + 1 min 31 s 8    |
| 5   | Marcus Hellner   | + 1 min 32 s 2    |

| Pos | Nom              | Points |
| --- | ---------------- | ------ |
| 1   | Dario Cologna    | 180    |
| 2   | Petter Northug   | 178    |
| 3   | Aleksandr Legkov | 88     |
| 4   | Marcus Hellner   | 83     |
| 5   | Devon Kershaw    | 71     |

Dario Cologna a fait un grand pas vers la victoire finale puisqu'après cette étape il dispose d'une marge d'une minute et 20 secondes sur ces poursuivants,. Il s'est élancé avec une dizaine de secondes d'avance sur Petter Northug. Comme prévu, le norvégien est rentré après 3 km de course. Cependant, le suisse a distancé le norvégien au km 4 dans une montée. Derrière un groupe de six (Magnificat, Hellner, Kershaw, Bauer, Chernousov et Vylegzhanin) se compose. Au km 7,7 Cologna passe en 20 min 39 s avec une avance de 1 min 12 s sur Northug et Legkov et 2 min 11 s sur le groupe de six. Nous trouvons ensuite un autre, composé de Di Centa, Harvey, Angere, Jaks, Japarov, Turichev et Filbrich à 3 min et 25 s.
Après 11,5 km, Dario Cologna a encore grappillé quelques secondes sur les deux poursuivants qui sont pointés à 1 min 20 s. Ensuite nous n'avons plus que trois concurrents (Kershaw, Magnificat et Hellner) car Lukas Bauer a cassé un bâton et les deux russes (Chernousov et Vylegzhanin) ont été distancés mais ils sont pointés à quelques secondes du groupe de trois. Au km 18,5 Dario Cologna perd du temps en se trompant de parcours dans un virage. Il a malgré tout une avance de 1 min 30 sur Legkov et Northug. Le groupe de trois (Kershaw, Magnificat et Hellner) est à 1 min 43 s de Cologna et a Legkov et Northug en point de mire. Bauer et Chernousov sont pointés à 2 min 37 s de Cologna lors de ce pointage. Au km 22,7 Dario Cologna a 1 min 29 s d'avance sur les cinq poursuivants (Magnificat, Hellner, Kershaw, Legkov et Northug) et 2 min 41 s d'avance sur Bauer et Chernousov.
À l'arrivée Dario Cologna s'impose en 1 h 09 min et 25 s et il a réussi à garder une minute et 15 s devant le groupe des cinq qui a réglé ce groupe.Du fait des bonifications, Dario Cologna dispose d'une minute 20 s d'avance sur Northug, Maurice Magnificat est 6e au général à une quinzaine de secondes de la deuxième place.
Il faut ajouter que Jean Marc Gaillard a abandonné avant le départ de cette étape.

#### Femmes
Toblach - style libre, départ avec handicap 15 km.
| Pos | Nom                | Temps          |
| --- | ------------------ | -------------- |
| 1   | Marit Bjørgen      | 39 min 01 s 1  |
| 2   | Justyna Kowalczyk  | + 2 s 0        |
| 3   | Therese Johaug     | + 3 min 16 s 9 |
| 4   | Krista Lähteenmäki | + 4 min 42 s 2 |
| 5   | Kikkan Randall     | + 4 min 58 s 3 |

| Pos | Nom                | Temps             |
| --- | ------------------ | ----------------- |
| 1   | Marit Bjørgen      | 1 h 52 min 24 s 2 |
| 2   | Justyna Kowalczyk  | + 7 s 0           |
| 3   | Therese Johaug     | + 3 min 26 s 9    |
| 4   | Krista Lähteenmäki | + 4 min 57 s 2    |
| 5   | Kikkan Randall     | + 5 min 13 s 3    |

| Pos | Nom                      | Points |
| --- | ------------------------ | ------ |
| 1   | Justyna Kowalczyk        | 199    |
| 2   | Marit Bjørgen            | 192    |
| 3   | Kikkan Randall           | 92     |
| 4   | Charlotte Kalla          | 80     |
| 5   | Ingvild Flugstad Østberg | 80     |

Et de quatre victoires consécutives pour Marit Bjørgen! Elle s'impose au sprint devant sa rivale Justyna Kowalczyk. Les deux concurrentes ont fait la course en tête et ont creusé encore un peu plus l'écart avec leurs poursuivantes. Therese Johaug finit troisième à plus de 3 min et 15 s. La finlandaise Krista Lähteenmäki fait la bonne opération de la journée : en effet partit en sixième position elle a doublé Charlotte Kalla et Kikkan Randall pour finir en quatrième position à près de 5 minutes de Marit Bjørgen.

### Étape 8
7 janvier 2012, Val di Fiemme, Italie - Style Classique, départ en ligne 10 km pour les femmes, 20 km pour les hommes

#### Hommes
| Pos | Nom             | Temps             |
| --- | --------------- | ----------------- |
| 1   | Eldar Rønning   | 1 h 00 min 02 s 2 |
| 2   | Alex Harvey     | + 1 s 1           |
| 3   | Dario Cologna   | + 1 s 3           |
| 4   | Petter Northug  | + 1 s 5           |
| 5   | Sergey Turyshev | + 2 s 3           |

| Pos | Nom            | Temps             |
| --- | -------------- | ----------------- |
| 1   | Dario Cologna  | 4 h 01 min 33 s 1 |
| 2   | Petter Northug | +1 min 22 s 0     |
| 3   | Marcus Hellner | +2 min 06 s 5     |
| 4   | Devon Kershaw  | +2 min 06 s 7     |
| 5   | Lukáš Bauer    | +3 min 35 s 3     |

| Pos | Nom              | Points |
| --- | ---------------- | ------ |
| 1   | Dario Cologna    | 236    |
| 2   | Petter Northug   | 233    |
| 3   | Marcus Hellner   | 112    |
| 4   | Alexander Legkov | 104    |
| 5   | Alex Harvey      | 97     |

Après avoir fini quatrième sur le 5 km classique à Toblach, Eldar Roenning a remporté au sprint le 20 km de Val di Fiemme devant le Canadien Alex Harvey et Dario Cologna. Cette troisième place permet néanmoins au Suisse de consolider sa place de leader du Tour de Ski après sept des huit épreuves, puisqu'il a accentué son avance sur le Norvégien Petter Northug, quatrième samedi, qui est désormais à 1 minute 22 secondes. Au cours des cinq sprints intermédiaires, Northug a engrangé 55 secondes de bonus et Dario Cologna 51.
Les deux perdants de la journée se nomment Alexander Legkov et Maurice Manificat. Le Russe, qui avait déjà plus d'une minute et 26 secondes de retard sur Cologna, est arrivé deux minutes après lui, tandis que le Français, sixième avant le départ à une minute et 33 secondes, s'est classé 35e et se retrouve désormais quatorzième du classement général du Tour de ski, à près de cinq minutes du leader. Le Tour de ski se termine dimanche à Val di Fiemme par une course de 9 km avec une arrivée à l'Alpe Cermis,.

#### Femmes
| Pos | Nom                 | Temps         |
| --- | ------------------- | ------------- |
| 1   | Justyna Kowalczyk   | 25 min 49 s 8 |
| 2   | Marit Bjørgen       | + 7 s 5       |
| 3   | Charlotte Kalla     | + 31 s 0      |
| 4   | Aino-Kaisa Saarinen | + 33 s 6      |
| 5   | Julia Ivanova       | + 42 s 3      |

| Pos | Nom                | Temps           |
| --- | ------------------ | --------------- |
| 1   | Justyna Kowalczyk  | 2 min 17 s 36,0 |
| 2   | Marit Bjørgen      | + 11 s 5        |
| 3   | Therese Johaug     | +4 min 49 s 1   |
| 4   | Charlotte Kalla    | +6 min 02 s 8   |
| 5   | Krista Lähteenmäki | +6 min 14 s 4   |

| Pos | Nom                      | Points |
| --- | ------------------------ | ------ |
| 1   | Justyna Kowalczyk        | 244    |
| 2   | Marit Bjørgen            | 226    |
| 3   | Charlotte Kalla          | 100    |
| 4   | Kikkan Randall           | 100    |
| 5   | Ingvild Flugstad Østberg | 80     |

Justyna Kowalczyk signa elle aussi sa quatrième victoire dans cette sixième édition du Tour de ski et elle reprend la tête du classement général. Elle a remporté 45 s lors des sprints intermédiaires alors que Marit Bjørgen en a remporté 34 et elle a creusé donc un léger avec Marit Bjørgen ce qui lui permettra de s'élancer avec 11 s 5 d'avance demain dans la dernière étape,.

### Étape 9
8 janvier 2012, Val di Fiemme - Ascension finale style libre, départ avec handicap 9 km pour les hommes et les femmes

#### Hommes
| Pos | Nom               | Temps         |
| --- | ----------------- | ------------- |
| 1   | Aleksandr Legkov  | 30 min 38 s 2 |
| 2   | Maurice Manificat | + 0 s 1       |
| 3   | Marcus Hellner    | + 1 s 7       |
| 4   | Roland Clara      | + 16 s 2      |
| 5   | Thomas Moriggl    | + 30 s 7      |

| Pos | Nom              | Temps             |
| --- | ---------------- | ----------------- |
| 1   | Dario Cologna    | 4 h 33 min 17 s 2 |
| 2   | Marcus Hellner   | + 1 min 02 s 3    |
| 3   | Petter Northug   | + 1 min 44 s 6    |
| 4   | Devon Kershaw    | + 2 min 09 s 4    |
| 5   | Aleksandr Legkov | + 2 min 59 s 1    |

| Pos | Nom              | Points |
| --- | ---------------- | ------ |
| 1   | Dario Cologna    | 236    |
| 2   | Petter Northug   | 233    |
| 3   | Marcus Hellner   | 112    |
| 4   | Alexander Legkov | 104    |
| 5   | Alex Harvey      | 97     |

Dario Cologna s'impose pour la troisième fois dans le Tour de ski. Il conserve finalement plus d'une minute sur Marcus Hellner qui a réussi à doubler Petter Northug dans la dernière montée. Maurice Manificat a réussi à remonter de la quatorzième à la septième place lors de ces neuf derniers kilomètres. Maurice Manificat était à deux doigts de signer la deuxième victoire de sa carrière en Coupe du monde puisqu'il passe seulement à un dixième d'Aleksander Legkov lors de cette dernière étape,.

#### Femmes
| Pos | Nom                  | Temps         |
| --- | -------------------- | ------------- |
| 1   | Therese Johaug       | 34 min 17 s 7 |
| 2   | Justyna Kowalczyk    | + 51 s 3      |
| 3   | Marit Bjørgen        | +1 min 08 s 0 |
| 4   | Marthe Kristoffersen | +1 min 10 s 8 |
| 5   | Valentina Shevchenko | +1 min 13 s 9 |

| Pos | Nom                  | Temps             |
| --- | -------------------- | ----------------- |
| 1   | Justyna Kowalczyk    | 2 h 52 min 45 s 0 |
| 2   | Marit Bjørgen        | + 28 s 2          |
| 3   | Therese Johaug       | +3 min 57 s 8     |
| 4   | Krista Lähteenmäki   | +6 min 48 s 6     |
| 5   | Marthe Kristoffersen | +6 min 55 s 1     |

| Pos | Nom                      | Points |
| --- | ------------------------ | ------ |
| 1   | Justyna Kowalczyk        | 244    |
| 2   | Marit Bjørgen            | 226    |
| 3   | Charlotte Kalla          | 100    |
| 4   | Kikkan Randall           | 100    |
| 5   | Ingvild Flugstad Østberg | 80     |

Justyna Kowalczyk a remporté le Tour du ski pour la troisième fois consécutive lors de la neuvième et dernière épreuve, à Val di Fiemme. La polonaise qui comptait 11 secondes d'avance sur Marit Bjørgen au départ de la poursuite de dimanche a d'abord été rattrapé par Marit Bjørgen avant de la déposer au pied de l'ultime montée (28 %), à 1,3 km de l'arrivée. La Norvégienne a finalement terminé à 28 s 2econdes de la Polonaise. Therese Johaug complète le podium mais elle finit à près de quatre minutes malgré une belle remontée lors de cette dernière étape,.